# Meridiano 165 W
O meridiano 165 W é um meridiano que, partindo do Polo Norte, atravessa o Oceano Ártico, América do Norte, Oceano Pacífico, Oceano Antártico, Antártida e chega ao Polo Sul. Forma um círculo máximo com o Meridiano 15 E.
Começando no Polo Norte, o meridiano 165º Oeste tem os seguintes cruzamentos:
| País, território ou mar | Notas                                                |
| ----------------------- | ---------------------------------------------------- |
| Oceano Ártico           |                                                      |
| Mar de Chukchi          |                                                      |
| Estados Unidos          | Alasca                                               |
| Mar de Chukchi          | Kotzebue Sound                                       |
| Estados Unidos          | Península de Seward, Alasca                          |
| Mar de Bering           | Norton Sound                                         |
| Estados Unidos          | Alasca - Delta de Yukon-Kuskokwim                    |
| Mar de Bering           | Passa a oeste da Ilha Unimak, Alasca, Estados Unidos |
| Estados Unidos          | Ilha Tigalda, Alasca                                 |
| Oceano Pacífico         |                                                      |
| Oceano Antártico        |                                                      |
| Antártida               | Dependência de Ross, reivindicada pela Nova Zelândia |